# Tribadie

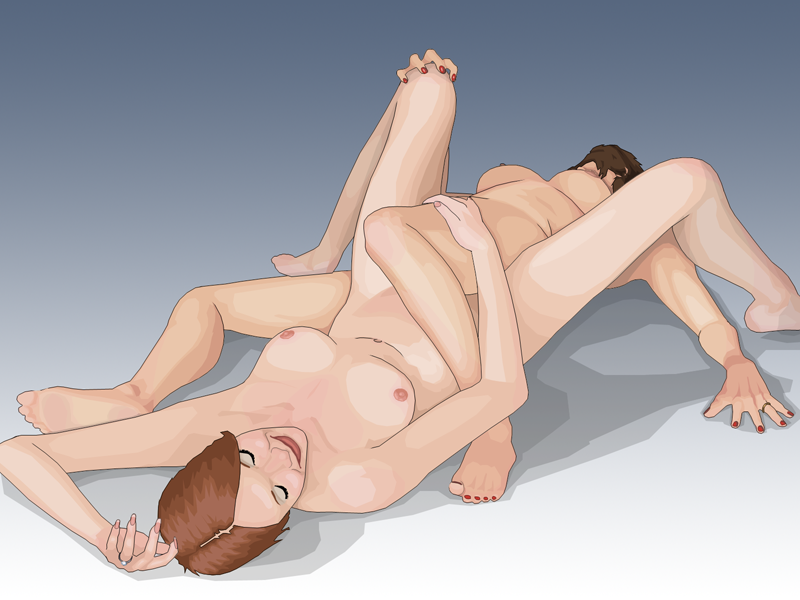
Zeichnerische Darstellung der Scherenstellung

Tribadie (gr. tribein „reiben“), auch Tribadismus, ist eine nicht penetrative sexuelle Praktik, bei der eine Frau ihre äußeren Genitalien zum Zweck der klitoralen Stimulation bspw. an ihrem Sexualpartner oder ihrer Partnerin reibt. Überwiegend wird der Begriff im Zusammenhang mit einer gleichgeschlechtlichen Praktik unter Frauen verwendet, es kann sich aber auch unabhängig von der sexuellen Orientierung auf das Reiben der Vulva und der Klitoris an einem Gegenstand beziehen.
Bis zur Mitte des 20. Jahrhunderts wurde das Wort im deutschen Sprachraum als Synonym für weibliche Homosexualität verwendet („Unzucht zwischen zwei Weibern“).

## Entstehung und Verständnis des Begriffes

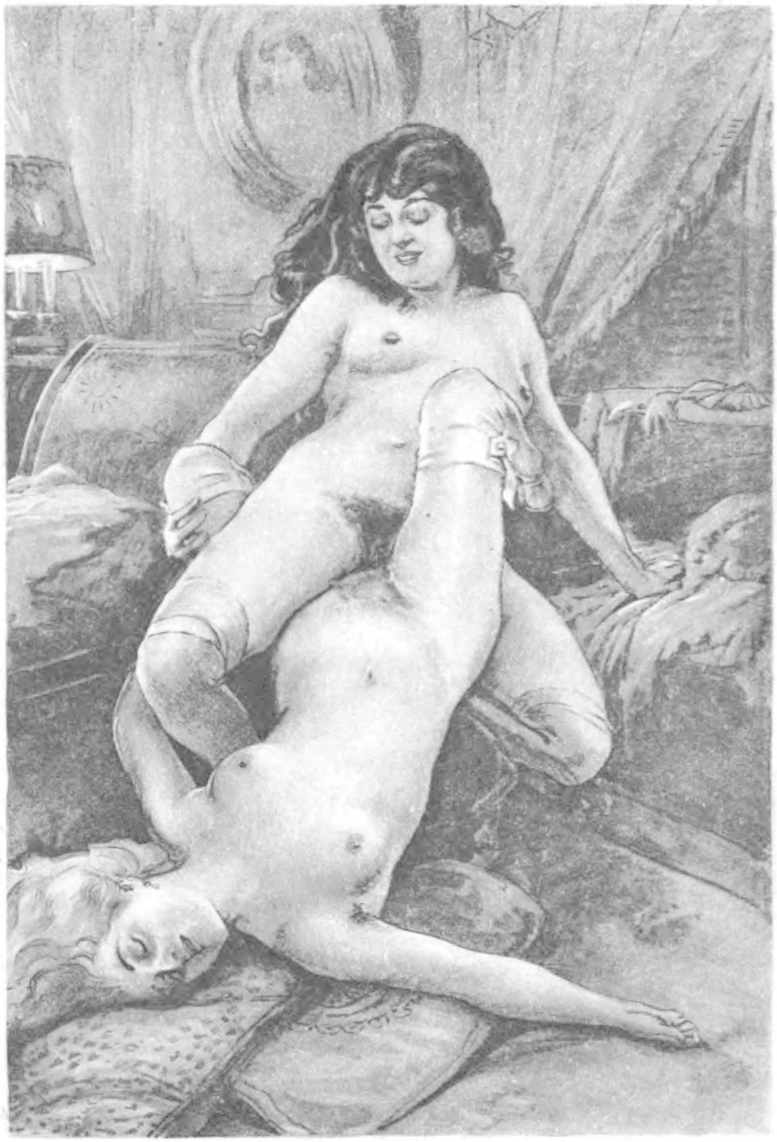
Illustration aus dem Buch Gamiani oder zwei tolle Nächte von Alfred de Musset, die zwei Frauen darstellt, die in der Scherenstellung ihre Vulven aneinanderreiben

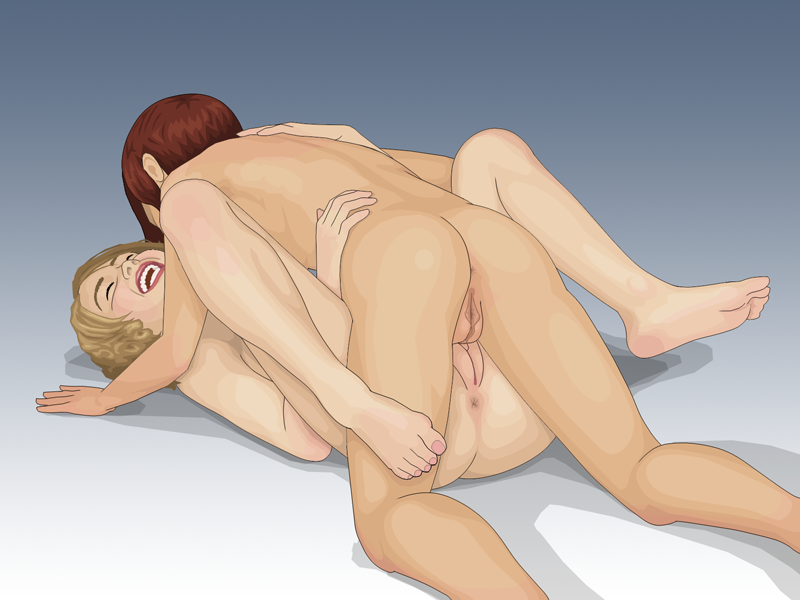
Zeichnerische Darstellung der Missionarsstellung

Im antiken Griechenland beschrieb Tribadie eine hypermaskuline Frau, die ihre Sexualpartner – egal ob Frauen oder Männer – mit einem Dildo beziehungsweise einer vergrößerten Klitoris penetrierte. Erst als im 16. Jahrhundert die griechischen Texte einem größeren Publikum durch Übersetzungen zugänglich wurden, kam der Begriff wieder auf. Reiseberichte und Erzählungen über homoerotische weibliche Sexualität aus der Türkei, Arabien und Afrika führten anfangs dazu, dass die Tribadie als ein Fehlverhalten nicht-christlicher Frauen betrachtet wurde. Erst gegen Mitte des 17. Jahrhunderts wurden Berichte verbreitet, die nahelegten, dass auch christliche Frauen diese Praktik zur Stimulation benutzten.
Aus dem griechischen Ursprung entstanden in anderen Sprachen analog zu dem griechischen Begriff des „Reibens“ oder „Rubbelns“ im Lateinischen die Fricatrix, im frankophonen Sprachraum Ribaude und in der englischen Sprache der Begriff rubster, um Frauen zu bezeichnen, die diese sexuelle Praktik ausüben. Entsprechend nannte man lesbische Frauen auch in der deutschen Sprache Tribaden.
Der deutsche Begriff Tribadie leitet sich vermutlich vom Perfektstamm des lateinischen Verbums terere – tero – trivi – tritum (konsonantische Konjugation) ab, das so viel wie reiben bedeutet.
In vielen Sprachen sind aus diesem Zusammenhang heraus tendenziell pejorative (abwertende) Begriffe entstanden, die lesbische Sexualität beschreiben; ein Beispiel hierfür ist der englische Slangausdruck „scissoring“ (dt.: „mit der Schere schneidend“, was sich auf die Beinbewegungen in der Scissoring-Position bezieht).

## Sexuelle Praktik
Mögliche Varianten sind das Reiben der Klitoris an der Klitoris der Partnerin, während die Beine wie Scheren ineinander verschränkt sind, oder das der Missionarsstellung ähnliche Reiben der Vulva an der Partnerin. Die Praktik kann individuell durch die Verwendung von Dildos, Strap-Ons, Vibratoren und anderen Körperstellen oder Gegenständen abgeändert werden. Auch Varianten unter Einbeziehung der Brüste sind bekannt, bei denen die Klitoris durch die erigierte Brustwarze der Sexualpartnerin stimuliert wird. Die Praktik kann auch zur Masturbation oder in einem heterosexuellen Kontext eingesetzt werden. Entgegen der bis weit in die Neuzeit reichenden Vorstellung, dass weibliche Homosexualität sich überwiegend durch gegenseitige orale Befriedigung auszeichnet, ist die Tribadie nach heftigen Diskussionen im Mittelalter eine bis heute zwar selten erwähnte Praktik, wurde und wird aber durchaus praktiziert.
Die lesbische Autorin Susie Bright geht davon aus, dass die Praktik aufgrund ihrer sich aus der Umarmung ergebenden Unkompliziertheit und der Möglichkeit, diese Praktik auch mit Kleidung durchzuführen, nicht so stark als typisch lesbische sexuelle Praktik wahrgenommen wird. Sie vermutet wie auch Jack Halberstam, dass die eher typisch maskuline, fordernde und eventuell penetrierende Rolle der einen Partnerin und die eher passive Rolle der anderen sich mit den herkömmlichen feministischen Vorstellungen von einer gleichberechtigten Sexualität nicht problemlos vereinbaren lässt und deshalb nicht weiter diskutiert wird.
Wie bei allen anderen sexuellen Kontakten sollte auch bei der Tribadie auf eine entsprechende Sexualhygiene zur Vermeidung von sexuell übertragbaren Krankheiten geachtet werden.

## Tribadie als Mittel des sexuellen Wettkampfes
Homo- und bisexuelle Frauen nutzen die Tribadie bisweilen auch als Mittel des sexuellen Kräftemessens. Als Regel eines solchen „Sexkampfes“ (engl. Sexfight) gilt meistens: Wer zuerst zum Orgasmus kommt, hat verloren. Nichtsdestoweniger sind bei einer klitoridal stimulierten Frau multiple Orgasmen möglich. Schon bei der nächsten Gegnerin, sogar noch im selben Kampf, kann abermals ein Orgasmus erzielt werden. Sogenannte Pussy-, Sex- oder Tribfights bilden unter kommerziell hergestellten Videos eigene Kategorien. Tribadische Szenen und erotische Kämpfe sind daher nicht immer zu unterscheiden. Gleichwohl lässt sich erkennen, dass diese Praxis vermehrt ihren Weg von der Pornografie in die Realität gefunden hat und sich besonders bei Frauen in Nordamerika und Europa steigender Popularität erfreut.
Siehe auch: Catfight

## Genito-Genital-Reiben bei Bonobos
Außer beim Menschen ist die Praktik auch bei weiblichen Bonobos, einer mit dem Schimpansen verwandten Primatenart, zu beobachten, wo sie als „Genito-genital-Reiben“ oder GG rubbing bezeichnet werden. Afrikanische Einheimische bezeichnen dieses Verhalten der Bonobo-Weibchen als hoka-hoka, wie Dale Petersen und Richard Wrangham in ihrem Buch Demonic Males berichten. Dieses Verhalten dürfte der Reduktion von Spannungen dienen, den Zusammenhalt innerhalb der Weibchen einer Gruppe stärken und auch die hierarchische Rangstufe anzeigen, da es häufiger von rangniedrigeren Weibchen begonnen wird.

## Weiterführende Literatur
- Judith Halberstam: Female Masculinity. Duke University Press, 1998, ISBN 0-8223-2243-9.